# Биографический словарь деятелей естествознания и техники
«Биографический словарь деятелей естествознания и техники» — энциклопедическое справочное издание в двух томах, вышедшее в 1958—1959 годах и содержащее около 4 500 статей с биографиями известных русских и советских учёных и инженеров, сделавших важный вклад в развитие отечественной науки и техники. Подготовлен Редакцией истории естествознания и техники Государственного научного издательства «Большая Советская Энциклопедия», совместно с Институтом истории естествознания и техники Академии наук СССР (Москва). Двухтомник составлен на основе 2-го издания «Большой советской энциклопедии» (сокр. БСЭ; 1949—1958), что даёт возможность рассматривать «Словарь» как результат труда большого коллектива авторов, редакторов и рецензентов, проделавших большую работу по выяснению и уточнению вклада в науку, сделанного тем или иным учёным, а также биографических, библиографических и других сведений.

## Редакционная коллегия
- Н. Н. Аничков
- И. П. Бардин
- А. А. Благонравов
- Б. А. Введенский
- А. А. Григорьев
- А. Ф. Капустинский
- А. Н. Колмогоров
- А. А. Михайлов
- В. С. Немченко
- А. И. Опарин
- Ф. Н. Петров
- В. Н. Столетов
- Н. М. Страхов
- Н. А. Фигуровский

## Издание
- Биографический словарь деятелей естествознания и техники: В 2-х томах / Отв. ред. А. А. Зворыкин; Ред. колл.: Н. Н. Аничков, И. П. Бардин, А. А. Благонравов и др.; Институт истории естествознания и техники Академии наук СССР. — М.: Гос. науч. изд-во «Большая Советская Энциклопедия», 1958. — Т. 1 (А—Л). — 548 с. — 30 000 экз. (в пер.)
- Биографический словарь деятелей естествознания и техники: В 2-х томах / Отв. ред. А. А. Зворыкин; Ред. колл.: Н. Н. Аничков, И. П. Бардин, А. А. Благонравов и др.; Институт истории естествознания и техники Академии наук СССР. — М.: Гос. науч. изд-во «Большая Советская Энциклопедия», 1959. — Т. 2 (М—Я); Дополнения и изменения. — 468 с. — 30 000 экз. (в пер.)